# Ocado Group
Ocado Group er en britisk virksomhed, der licenserer dagligvareteknologi. De ejer 50 % af det britiske online supermarked Ocado.com (de andre 50 % ejes detailhandelsvirksomheden Marks & Spencer). Virksomhedens teknologier licenseres til bl.a. Kroger og Coles Group. Ocado Group blev børsnoteret på London Stock Exchange 21. juli 2010.
Ocado blev etableret i april år 2000 af Jonathan Faiman, Jason Gissing og Tim Steiner.